# Districtul Sidi M'Hamed Ben Ali
Sidi M'Hamed Ben Ali este un district din provincia Relizane, Algeria.